# GRRR Live!
GRRR Live! es un álbum en vivo de la banda de rock inglesa The Rolling Stones, publicado el 10 de febrero de 2023. Fue grabado el 15 de diciembre de 2012 en el Prudential Center en Newark, Nueva Jersey como parte de la gira 50 & Counting de la banda, en apoyo a la recopilación GRRR! lanzada ese año. Originalmente se transmitió como película de concierto de pago por visión de 2012, One More Shot: The Rolling Stones Live, antes de ser remezclada y reeditada. El concierto cuenta con apariciones especiales de Lady Gaga, John Mayer, Gary Clark Jr., the Black Keys, Bruce Springsteen y el ex guitarrista de la banda Mick Taylor. Además de su lanzamiento digital, el álbum se lanzó en cuatro formatos físicos: 3×LP, 2×CD+Blu-ray, 2×CD+DVD y 2×CD.

## Lista de canciones
Todas las canciones escritas y compuestas por Mick Jagger y Keith Richards, excepto donde esta anotado.
1. «Get Off of My Cloud» – 3:53
2. «The Last Time» – 4:14
3. «It's Only Rock 'n Roll (But I Like It)» – 4:37
4. «Paint It Black» – 5:06
5. «Gimme Shelter» (con Lady Gaga) – 7:04
6. «Wild Horses» – 5:48
7. «I'm Going Down» (con John Mayer y Gary Clark Jr.) – 6:32
8. «Dead Flowers» – 5:01
9. «Who Do You Love?» (Ellas McDaniel) (con The Black Keys) – 4:19
10. «Doom and Gloom» – 4:34
11. «One More Shot» (Jagger, Richards y Steve Jordan) – 3:44
12. «Miss You» – 6:59
13. «Honky Tonk Women» – 4:32
14. «Band Introductions» – 4:28
15. «Before They Make Me Run» – 4:22
16. «Happy» – 4:08
17. «Midnight Rambler» (con Mick Taylor) – 12:02
18. «Start Me Up» – 4:39
19. «Tumbling Dice» (con Bruce Springsteen) – 4:53
20. «Brown Sugar» – 5:24
21. «Sympathy for the Devil» – 7:04
22. «You Can't Always Get What You Want» (con el coro de la Iglesia de la Trinidad) – 8:50
23. «Jumpin' Jack Flash» – 5:47
24. «(I Can't Get No) Satisfaction» – 6:59

## Posicionamiento
| Gráfica (2023)                          | Pico de posición |
| --------------------------------------- | ---------------- |
| Alemania (Offizielle Top 100)           | 3                |
| Australia (ARIA Charts)                 | 96               |
| Austria (Ö3 Austria Top 40)             | 2                |
| Bélgica (Flandes) (Ultratop 200 Albums) | 3                |
| Bélgica (Valonia) (Ultratop 200 Albums) | 5                |
| Escocia (Scottish Albums Chart)         | 6                |
| España (PROMUSICAE)                     | 13               |
| Estados Unidos (Billboard 200)          | 193              |
| Francia (SNEP)                          | 55               |
| Hungría (MAHASZ)                        | 34               |
| Italia (FIMI)                           | 81               |
| Japón (Billboard Japan Hot Albums)      | 90               |
| Países Bajos (Album Top 100)            | 2                |
| Reino Unido (UK Albums Chart)           | 21               |
| Suiza (Schweizer Hitparade)             | 2                |